# Idia
Idia (лат.) — род чешуекрылых из подсемейства совок-пядениц.

## Описание
Крылья узкие. Срединное поле на передних крыльев хорошо очерчено. Предкраевая линия значительно изломлена; и подкраевая линия, и её оторочка упирается в костальный край на некотором расстоянии от вершин. У самцов костальный край передних крыльев не образует складки. Усики самцов не утолщены, пильчатые, покрыты щетинками. На передних крыльях есть жёлтое почковидное и круглое пятна. Подкраевая линия с изгибом и изломлениями.

## Систематика
В составе рода:
- Idia aemula Hübner, 1813
- Idia americalis Guenée, 1854
- Idia calvaria Denis & Schiffermüller, 1775
- Idia denticulalis (Harvey, 1875)
- Idia diminuendis Barnes & McDunnough, 1918
- Idia forbesi French, 1894
- Idia gopheri J. B. Smith, 1899